# Harvest (film)
Harvest is een Brits-Duits-Grieks-Frans-Amerikaanse dramafilm uit 2024, geregisseerd en mede geschreven door Athina Rachel Tsangari, gebaseerd op het gelijknamig boek van Jim Crace uit 2013. De hoofdrollen worden vertolkt door Caleb Landry Jones, Harry Melling en Rosy McEwen.

## Verhaal
In Engeland tijdens de Middeleeuwen heerst een tijd van economische onrust. In een afgelegen dorpje arriveren drie vreemden. Nadat een aantal stallen afbranden maken de lokale dorpelingen hen tot zondebok.

## Rolverdeling
| Acteur             | Personage             |
| ------------------ | --------------------- |
| Caleb Landry Jones | Walter Thirsk         |
| Harry Melling      | Charles Kent          |
| Rosy McEwen        | Kitty Gosse           |
| Arinzé Kene        | Phillip "Quill" Earle |
| Thalissa Teixeira  | Mistress Beldam       |
| Frank Dillane      | Edmund Jordan         |

## Productie
Athina Rachel Tsangari werd in november 2020 aangesteld om de film te regisseren, naar een script van Joslyn Barnes van de voor de Booker Prize genomineerde roman van Jim Crace uit 2013. De productie van het project is in handen van Rebecca O'Brien voor Sixteen Films (VK), Joslyn Barnes voor Louverture Films (VS) en The Match Factory (Duitsland), in coproductie met Haos Film, Faliro House Productions en Why Not Productions in samenwerking met Meraki Films en Roag Films.

### Filmopnames
De filmopnames gingen van start in september 2023 in Oban (Schotland). Er werd ook gefilmd in Duitsland.

## Release
Harvest ging op 3 september 2024 in première op het Filmfestival van Venetië in de competitie voor de Gouden Leeuw.

## Prijzen en nominaties
De belangrijkste:
| Jaar | Prijs                    | Categorie    | Genomineerde(n)        | Uitslag     |
| ---- | ------------------------ | ------------ | ---------------------- | ----------- |
| 2024 | Filmfestival van Venetië | Gouden Leeuw | Athina Rachel Tsangari | Genomineerd |